# Crambus sargentellus
Crambus sargentellus là một loài bướm đêm trong họ Crambidae.